# 富山県立有磯高等学校
富山県立有磯高等学校（とやまけんりつ ありそこうとうがっこう、英: Toyama Prefectural Ariso High School）は、かつて富山県氷見市鞍川にあった公立の高等学校。富山県立氷見高等学校との統合により、2012年（平成24年）3月末に閉校した。
学校敷地内に万葉集の歌を刻んだ3基の歌碑が建立されている。

## 設置学科
- 農業科学科（下記の2類型に分かれる）
  - バイオテクノロジー類型
  - ガーデニング類型
- 漁業科
- 水産食品科
- 生活福祉科（下記の2類型に分かれる）
  - 福祉類型
  - 生活文化類型

## 沿革
- 1919年（大正8年）2月18日 - 当校創始者氷見郡長大沢章氏の申請により、氷見郡立農学校の設立許可。
- 1920年（大正9年）11月21日 - 氷見郡加納村加納に校舎新築、創校記念式典挙行（ 以後この日を創校記念日とする）。
- 1921年（大正10年）4月1日 - 富山県に移管、富山県立氷見農林学校と改称。
- 1927年（昭和2年）4月1日 - 氷見郡農会に移管、富山県氷見郡農会立氷見農学校と改称。
- 1938年（昭和13年）4月1日 - 氷見町外十八ケ村学校組合立富山県氷見農学校と改称。
- 1948年（昭和23年）
  - 3月31日 -富山県に移管、学制改革により富山県立氷見農業水産高等学校と改称。
  - 9月1日 - 高等学校再編成により、旧富山県立氷見女子高等学校、旧富山県立氷見農業水産高等学校、旧富山県立氷見高等学校の3校を統合し、新たに富山県立氷見高等学校と呼称。校舎は氷見市朝日、旧富山県立氷見高等学校を本校として普通科を置き、氷見市鞍川、旧富山県立氷見女子高等学校を分室として農業科・女子農業別科・水産製造科を設置。旧富山県立氷見農業水産高等学校の校舎は氷見町に移譲され、（旧）氷見市立北部中学校の校舎となる[2]。
- 1951年（昭和26年）
  - 3月22日 - 富山県立有磯高等学校設立認可。
  - 4月1日 - 富山県立氷見高等学校分室は富山県立有磯高等学校として独立し[3]、氷見市鞍川、旧県立氷見女子高等学校を校舎として開放、農業科・水産製造科・家庭科・定時制農業科を設置。校章制定。
  - 11月19日 - 独立記念式典挙行。
- 1953年（昭和28年）12月8日 - 校歌制定。
- 1958年（昭和33年）4月1日 - 畜産科・水産科を設置。
- 1961年（昭和36年）11月7日 - 創校40周年記念式典挙行、校旗樹立。
- 1962年（昭和37年）4月1日 - 農村家庭科・漁業科・水産製造科を設置。
- 1963年（昭和38年）4月1日 - 農村家庭科を生活科に学科改編し、食品化学科・家政科を設置。
- 1970年（昭和45年）11月28日 - 創校50周年記念式典挙行、校舎・記念会館落成式挙行。
- 1982年（昭和57年）4月1日 - 水産製造科設置。
- 1988年（昭和63年）4月1日 - 農業科学科設置。
- 1991年（平成3年）11月21日 - 第2体育館竣工。
- 1994年（平成6年）4月1日 - 生活科を生活科学科、水産製造科を水産食品科に学科改編。
- 1996年（平成8年）
  - 4月1日 - 生活福祉科を設置。
  - 11月9日 - 第1体育館竣工。
- 1999年（平成11年）11月13日 - 創校80周年記念式典挙行。
- 2004年（平成16年）3月25日 - 記念館移転工事竣工。
- 2009年（平成21年）
  - 4月1日 - 富山県立氷見高等学校との統合に伴い、この年度をもって全学科で募集停止。
  - 11月21日 - 創立90周年記念式典挙行。
- 2012年（平成24年）
  - 3月3日 - 閉校式挙行。
  - 3月31日 - 閉校[1]。

## 部活動
- 運動部 - バレーボール（女）、テニス（女）、ハンドボール（女）、バドミントン（男）、卓球、柔道、野球、新体操、ヨット、弓道
- 文化部 - 美術、書道、吹奏楽、JRC（青少年赤十字）、理科、写真、水族生物、日本文化

## 校歌
作詞：室生犀星、作曲：平井康三郎

## その他
- 閉校後の校舎および体育館は2014年（平成26年）5月7日に氷見市役所庁舎が移転し、利用されている[4]。